# Burnetia mirabilis
Burnetia mirabilis è un terapside estinto, appartenente ai burnetiamorfi. Visse nel Permiano superiore (circa 259 - 254 milioni di anni fa) e i suoi resti fossili sono stati ritrovati in Sudafrica.

## Descrizione
Questo animale è noto per un cranio quasi completo, lungo circa una ventina di centimetri. Si suppone che la lunghezza totale di Burnetia fosse di circa 1,6 metri. Il cranio di Burnetia, come quello di tutti i suoi simili, era dotato di strane protuberanze ossee. In particolare, Burnetia era caratterizzato da una protuberanza mediana sulle ossa nasali a forma di fuso, contrariamente a quanto si osserva nell'affine Proburnetia, in cui questa protuberanza era più alta, stretta e appiattita. Erano inoltre presenti creste compresse lateralmente sopra le orbite; queste creste erano divise in due regioni, di cui quella più posteriore andava a sovrastare l'orbita stessa. La parte posteriore del cranio era dotata di "corna" sopratemporali piuttosto corte e smussate, mentre l'osso squamoso andava a formare una cresta orizzontale prominente, proprio al di sopra di un meato uditivo esterno molto largo. Le protuberanze del palatino e dello pterigoide erano piuttosto piccole e ampiamente separate, mentre il vomere era massiccio e possedeva una flangia ventrolaterale spessa. Erano inoltre presenti cinque denti postcanini, mentre il canino non era particolarmente sviluppato.

## Classificazione
Burnetia è il genere eponimo del clade Burnetiamorpha e della famiglia Burnetiidae, ma non è particolarmente ben conosciuto a causa della non perfetta conservazione del materiale fossile. All'interno dei burnetiidi, sembra che Burnetia fosse una delle forme più specializzate della famiglia. 
Burnetia mirabilis venne descritto per la prima volta da Robert Broom nel 1923, sulla base di un cranio privo di mandibola rinvenuto nei pressi di Graaff-Reinet (Eastern Cape Province) in Sudafrica. Inizialmente Broom riscontrò similitudini sia con il gruppo dei dinocefali (per via delle protuberanze craniche) sia con quello dei gorgonopsi (a causa di similitudini nella regione del palato), ma riconoscendo sufficienti tratti distintivi ascrisse questa nuova specie a un sottordine a sé stante, che chiamò Burnetiamorpha. Successive ricerche effettuate da Lieuwe Boonstra confermarono la distinzione con i gorgonopsi, mentre la scoperta in Russia dell'affine Proburnetia (meglio conservato) permise a Tatarinov di avvicinare i burnetiamorfi al gruppo di terapsidi arcaici noti come biarmosuchi.